# 장서연
장서연은 대한민국의 배우이다.

## 학력
- 고려대학교 생명과학대학 생명과학과 (졸업)
- 고려대학교 국제대학원

## 드라마
- 2020년 와이낫미디어 《7일만 로맨스》
- 2022년 MBC 금토드라마 《닥터 로이어》- 길소연 역
- 2023년 웹드라마 《얼어죽을 연애따위》- 박현소 역
- 2023년 KBS 월화드라마 《가슴이 뛴다》- 황소이 역

## 영화
- 2022년 비상선언